# Estadio Olímpico de Qinhuangdao

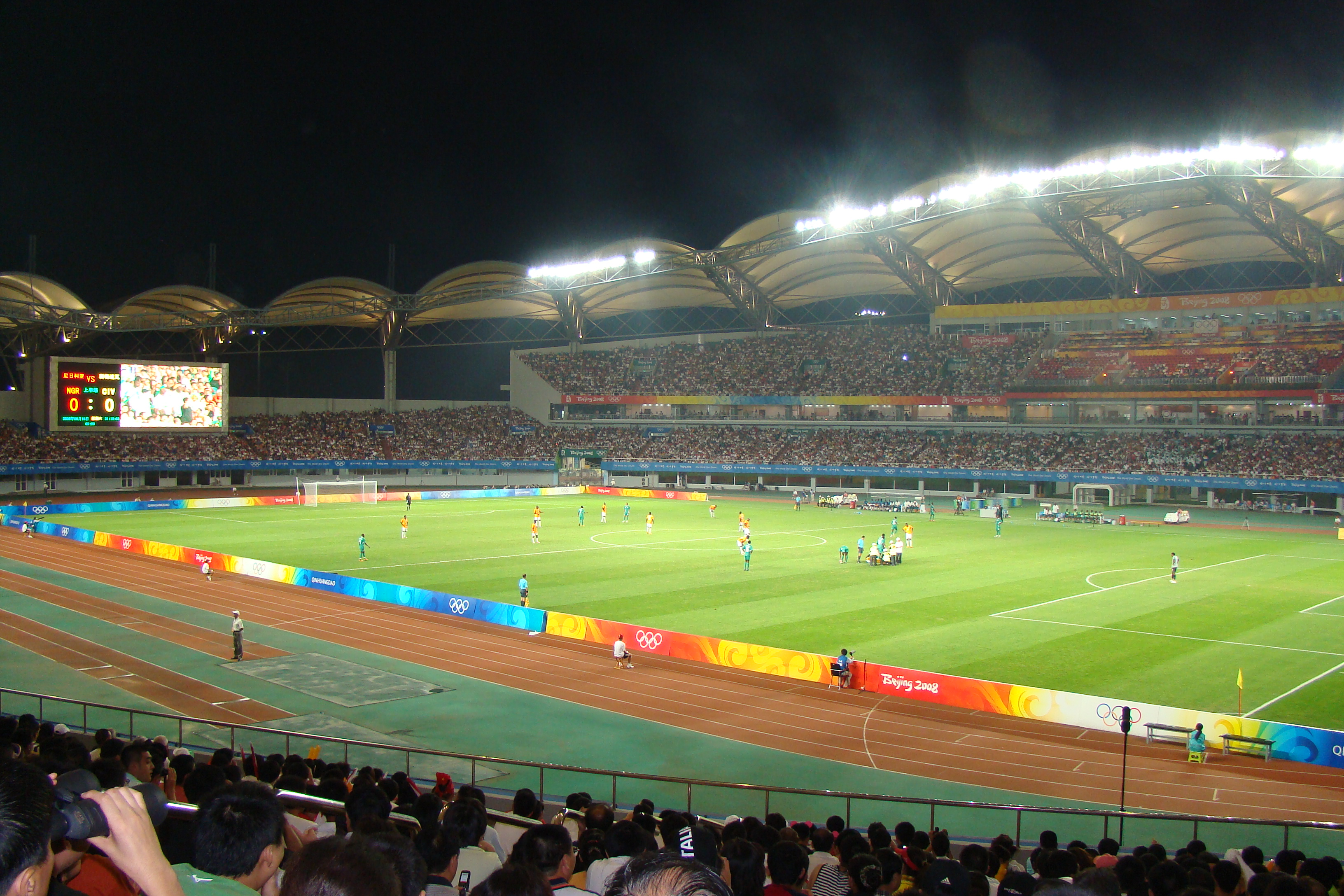
Estadio Olímpico de Qinhuangdao

El Estadio Olímpico de Qinhuangdao es un estadio de fútbol, situado en la ciudad de Qinhuangdao (China), que durante los Juegos Olímpicos de 2008 se constituyó como una de las sedes del torneo de fútbol. 
Esta instalación, que cuenta con un aforo para 33 500 espectadores, comenzó a construirse en mayo de 2002 y fue concluido el 30 de julio de 2004.